# アレックス・メイヤー (野球)
アレックス・ジョン・メイヤー（Alex John Meyer, 1990年1月3日 - ）は、アメリカ合衆国インディアナ州ディケーター郡グリーンズバーグ出身の元プロ野球選手（投手）。右投右打。
同じくメジャーリーガー（投手）のブライアン・ホーイングは従兄弟に当たる。

## 経歴

### プロ入り前
2008年のMLBドラフト20巡目（全体622位）でボストン・レッドソックスから指名されたが、ケンタッキー大学へ進学した。

### プロ入りとナショナルズ傘下時代
2011年のMLBドラフト1巡目（全体23位）でワシントン・ナショナルズから指名され、プロ入り。
翌2012年に傘下のA級ヘイガーズタウン・サンズでプロデビュー。この年はA+級ポトマック・ナショナルズでもプレーし、2球団合計で25試合に先発登板して10勝6敗、防御率2.86、139奪三振を記録した。また、7月にはオールスター・フューチャーズゲームに選出された。

### ツインズ時代

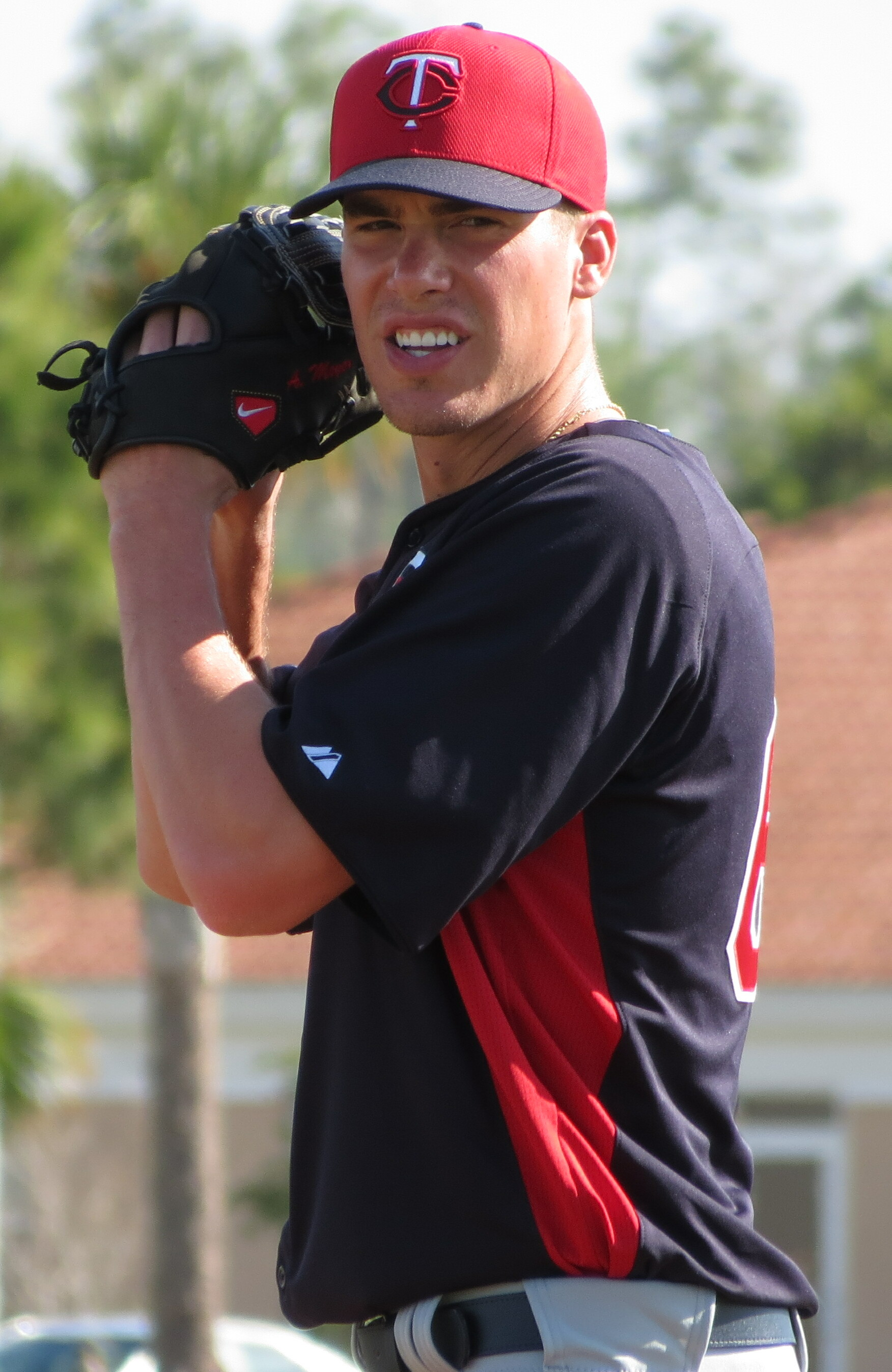
ミネソタ・ツインズでの現役時代
(2013年2月21日)

2012年11月29日にデナード・スパンとのトレードで、ミネソタ・ツインズへ移籍した。
2013年は傘下のルーキー級ガルフ・コーストリーグ・ツインズとAA級ニューブリテン・ロックキャッツでプレーし、2球団合計で16試合に先発登板して4勝3敗、防御率2.99、100奪三振を記録した。オフにはアリゾナ・フォールリーグに参加し、グレンデール・デザートドッグスに所属した。
2014年はAAA級ロチェスター・レッドウイングスでプレーし、27試合に先発登板して7勝7敗、防御率3.52、153奪三振を記録した。また、2年ぶりにオールスター・フューチャーズゲームに選出された。オフの11月20日にルール・ファイブ・ドラフトでの流出を防ぐために40人枠入りした。
2015年は開幕からAAA級ロチェスターでプレーし、6月25日にメジャー初昇格を果たした。翌26日のミルウォーキー・ブルワーズ戦でメジャー初登板したが、1.2回で4失点を喫した。この年メジャーでは2試合に登板して防御率16.88、3奪三振を記録した。
2016年、ツインズでは2試合（先発1試合）に登板して0勝1敗、防御率12.27、5奪三振を記録した。

### エンゼルス時代
2016年8月1日にヘクター・サンティアゴ、アラン・ブセニッツとのトレードで、リッキー・ノラスコ、金銭と共にロサンゼルス・エンゼルスへ移籍した。この年エンゼルスでは5試合に先発登板して1勝2敗、防御率4.57、24奪三振、移籍前を含めた2球団合計では7試合（先発6試合）に登板して1勝3敗、防御率5.68、29奪三振を記録した。
2018年11月26日に契約解除となった。
2019年6月25日に現役引退を表明した。

## 投球スタイル
フォーシームとカーブを主体とし、ツーシーム、まれにチェンジアップも投げる。

## 詳細情報

### 年度別投手成績
| 年 度    | 球 団    | 登 板 | 先 発 | 完 投 | 完 封 | 無 四 球 | 勝 利 | 敗 戦 | セ 丨 ブ | ホ 丨 ル ド | 勝 率 | 打 者 | 投 球 回 | 被 安 打 | 被 本 塁 打 | 与 四 球 | 敬 遠 | 与 死 球 | 奪 三 振 | 暴 投 | ボ 丨 ク | 失 点 | 自 責 点 | 防 御 率 | W H I P |
| -------- | -------- | ----- | ----- | ----- | ----- | -------- | ----- | ----- | -------- | ----------- | ----- | ----- | -------- | -------- | ----------- | -------- | ----- | -------- | -------- | ----- | -------- | ----- | -------- | -------- | ------- |
| 2015     | MIN      | 2     | 0     | 0     | 0     | 0        | 0     | 0     | 0        | 0           | ----  | 15    | 2.2      | 4        | 2           | 3        | 0     | 0        | 3        | 0     | 0        | 5     | 5        | 16.88    | 2.63    |
| 2016     | MIN      | 2     | 1     | 0     | 0     | 0        | 0     | 1     | 0        | 0           | .000  | 23    | 3.2      | 8        | 1           | 4        | 0     | 0        | 5        | 2     | 0        | 5     | 5        | 12.27    | 3.27    |
| 2016     | LAA      | 5     | 5     | 0     | 0     | 0        | 1     | 2     | 0        | 0           | .333  | 94    | 21.2     | 17       | 2           | 13       | 0     | 0        | 24       | 1     | 0        | 11    | 11       | 4.57     | 1.39    |
| '16計    | LAA      | 7     | 6     | 0     | 0     | 0        | 1     | 3     | 0        | 0           | .250  | 117   | 25.1     | 25       | 3           | 17       | 0     | 0        | 29       | 3     | 0        | 16    | 16       | 5.68     | 1.66    |
| 2017     | LAA      | 13    | 13    | 0     | 0     | 0        | 4     | 5     | 0        | 0           | .444  | 292   | 67.1     | 48       | 6           | 42       | 0     | 4        | 75       | 5     | 1        | 30    | 28       | 3.74     | 1.34    |
| MLB：3年 | MLB：3年 | 22    | 19    | 0     | 0     | 0        | 5     | 8     | 0        | 0           | .385  | 424   | 95.1     | 77       | 11          | 62       | 0     | 4        | 107      | 8     | 1        | 51    | 49       | 4.63     | 1.46    |

### 記録
MiLB
- オールスター・フューチャーズゲーム選出：2回（2012年、2014年）

### 背番号
- 51（2015年 - 2016年途中）
- 40（2016年途中 - 同年終了）
- 23（2017年）